# Deserted at the Altar

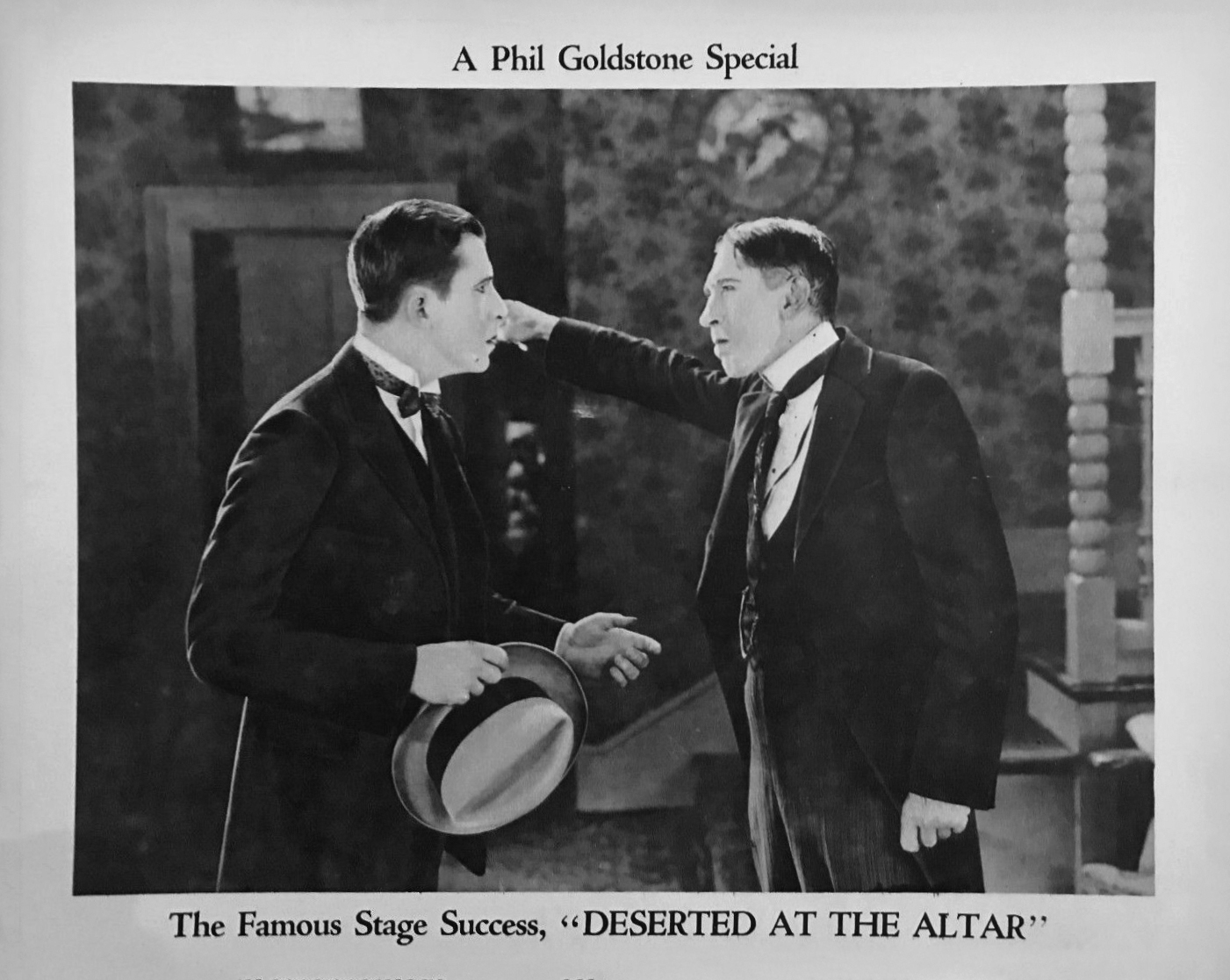
Fotograma de la pel·lícula

Deserted at the Altar és una pel·lícula muda de la Phil Goldstone Productions dirigida per William K. Howard i protagonitzada per Bessie Love, William Scott i Tully Marshall entre d'altres. Basada en la peça teatral homònima de Pierce Kingsley escrita a partir de la novel·la de Grace Miller, la pel·lícula, de set bobines, es va estrenar el 1 de desembre de 1922.

## Argument
Squire Simpson, un propietari rural anglès en un típic poble anglès amb la seva botiga, la seva escola i els seus veïns ben avinguts. Un dia s'assabenta que la seva afillada, Anna Moore i el seu germanet Tommy, han rebut una herència. Els nois no en saben res. Aleshores, juntament amb el seu fill John es conxorxen per tal de robar aquesta herència. La idea és que el fill, que mai ha estat bo per a res, es casi amb la noia i així controli l’herència. Un dia Tommy és atropellat per un cotxe conduït per Bob Crandall, un noi de ciutat. Aquest paga la factura del metge i s'enamora d’Anna. Això fa malbé els plans de casament per lo que contracten una dona, Nell Reed, que es faci passar com com a esposa abandonada per Bob i pare del seu fillet, per així impedir les noces. Anna queda destrossada i tot el poble s'enfronta a Bob. Finalment, però, Nell, que en realitat és un amor abandonat pel fill Simpson, explica la veritat i els amants es retroben feliçment.

## Repartiment
- Bessie Love (Anna Moore)
- Frankie Lee (Tommy Moore)
- William Scott (Bob Crandall)
- Tully Marshall (Squire Simpson)
- Wade Boteler (John Simpson)
- Barbara Tennant (Nell Reed)
- Eulalie Jensen (la mestra)
- Les Bates (líder del tumult)
- Edward McQuade (el sheriff)
- Fred Kelsey (l’altre home)
- Helen Howard (la xafardera)
- Queenie (el gos)